# Мађарска митологија
Мађарска митологија (мађ. Ősmagyar vallás) обухвата митове, легенде, народне приче, бајке и прехришћанске богове Мађара. Протомађарска религија означава мађарски свет веровања пре усвајања хришћанства, све оне митолошке слике, бића и представе о настанку, структури и функционисању света, који су чинили углавном јединствену митологију. О вери Мађара се може укратко рећи да су стари Мађари били претежно пагани, односно да њихова религија није била заснована на монотеизму, нису нужно обожавали трансцендентно биће, али су имали морални, духовно-свесни и духовни систем учења, идеје које постављају животне циљеве на исти начин као и данашње светске религије.}
Према истраживачима, поред природне магије коју су понели са собом, стари мађарски народ је дошао у додир са древним иранским религијама, зороастризмом и његовом огранком, зурванизмом, Митриним култом, манихејством, као и ведском традицијом и елементима хришћанства. Прехришћанска мађарска религија је верзија система веровања познатих као шаманизам и тенгризам, допуњена специфично мађарским  аутохтоним елементима. Међутим, постоје различите теорије у вези са тачном природом и елементима „мађарске примордијалне религије“ унутар и ван академске заједнице, тако да тренутно не постоји јединствен канон мађарске примордијалне религије и мађарске митологије. (Ово такође укључује чињеницу да се неке фигуре и приче могу разликовати или чак противречити једна другој у збиркама направљеним у различито време и на различитим местима.)
Протомађари нису правили писане записе, тако да се можемо ослонити само на записе других народа, археолошке налазе, а касније и извештаје и народна предања. Полазећи од принципа супериорности, хришћанство је такође обезбедило да се униште доктрине некадашње паганске вере, као и духовна и материјална сећања.
Према мишљењу истраживача, научника, данас практично нема поуздана сазнања о изворној мађарској вери, тренутно жива слика је конструкција заснована на предубеђењима насталим међуиграњем добронамерних етнографа, археолога и аматера.

## Извори сазнања
Верује се да је већи део мађарске митологије изгубљен. Међутим, у последњих сто година проучаваоци историје мађарске културе су покушавали да поврате значајну количину мађарске митологије. Најважнији извори су:
- Фолклор, као што су многе митске личности остале у народним причама, народним песмама, легендама, такође посебна предања везана за посебне датуме, непознате на другим местима
- Средњевековне хронике
- Секундарни извори као што су извештаји о Мађарима других аутора (углавном пре 850. године)
- Археолошка истраживања

## Митолошка космологија
Међу модерним религијама, мађарска митологија је најближа космологији уралских народа. У мађарском миту, свет је подељен на три сфере: прва је Горњи свет (Felső világ), дом богова, други је средњи свет (Középső világ) или свет који познајемо и на крају подземни свет (Alsó világ). У центру света стоји високо дрво: Дрво света/Дрво живота (Világfa/Életfa). Његово лишће је Горњи свет, а птица Турул обитава на њему. Средњи свет се налази у његовом деблу, а подземни свет је око његових корена. У неким причама дрво има воће: златне јабуке. У хиндуизму и будизму постоје врло слична веровања у Траилокја и Калпаврикша.

### Горњи свет
Богови живе у Горњем свету. Богови имају исти ранг, иако је најважнија фигура међу њима Бог (мађарски „Isten“). Он контролише свет, обликује судбине људи, посматра Средњи свет са неба, а понекад даје упозорење муњом (mennykő). Иштен је створио свет уз помоћ Ердега (Ördög, „ђаво“ који представља зло). Остали богови укључују: Иштенања („Istenanya“), такође познату као Болдогасоњ („Boldogasszony“, што буквално значи „срећна/весела жена“, касније идентификована са Девицом Маријом из хришћанства), и Хадур („војсковођа“ или „ командант") ватрени, а касније бога рата.
Главна небеска тела (Сунце и Месец) такође се налазе у Горњем свету. Сматрало се да је небо велики шатор који држи Дрво живота. Неколико рупа у њему су звезде. Сунце, Месец и симболи космичке речи познати су из мађарских гробних налаза из периода мађарских освајања.
У мађарској митологији веровало се да је људска душа (Lélek) бесмртна, а живот се посматрао као перегринација у небо (Menny).

### Средњи свет
Средњи свет деле људи и многа митолошка бића где су она често натприродна. Постоје духови шума и вода, којима је сврха и наређено им је да плаше људе. На различитим местима имају различита имена. Митолошка бића су не само мушког већ и женског рода, на пример, селе (sellő), која живи у води и има људски торзо са репом рибе. Ветар контролише стара дама која се зове Мајка ветрова (Szélanya) или Отац ветрова (Szélatya). Шаркањ (Sárkány) је застрашујућа звер, он је непријатељ многих јунака у бајкама, симболизујући психичку унутрашњу борбу јунака. Шаркањ обично има 1 до 7 глава. Лидерц (Lidérc) је сабласно, мистериозно створење са неколико различитих појава, његова дела су увек злонамерна. Манок (manók−вилењаци/гоблини) и терпек (törpék−патуљци) су лукава бића која живе у шуми или под земљом. Ориашок (Óriások−дивови) живе у планинама. Дивови имају и добре и лоше особине. Омиљена митолошка створења су тиндерек (tündérek−виле), које су прелепе младе девице или женска створења (често приказана или као персонификована чистота и невиност, или као разиграна и примамљива). Виле помажу људима, који понекад од њих могу да затраже три жеље. Њихове супротности су бабак (Bábak), које се изједначавају са старим вештицама. (Баба значи „бабица“ на модерном мађарском, а првобитно су биле мудре старице а тек касније изједначене су са вештицама када је хришћанство постало широко распрострањено.)

### Подземни свет
Подземни свет је дом Ердега, творца свега што је лоше за људе. На пример, почевши од досадних животиња као што су буве, вашке и муве по до стварних животних невоља. Неизвесно је да ли се подземни свет сматрао местом казне или не, јер се после христијанизације развило његово име као Покол (Pokol−Пакао), што се сматра лошим.

## Религија
Истраживања древне мађарске религије довела су до закључка да је то био облик тенгризма, етничке туркијско-монголске религије која је вероватно преузета од туркијских народа са којима су Мађари долазили у контакт, али да је такође била под утицајем Хиндуса и будиста које су Хуни и Авари сусретали и делимично прихватали неке од филозофија. Друга теорија повезује религију са религијом Хуна и Скита из централне Азије који су прешли на будизам, у претежно будистичком становништву централне Азије тог времена, због сличних или чак идентичних легенди миту о мађарском пореклу.
Шаманску улогу су попунили талтошем (táltos−„мудрац/блажени учењак“). Сматрало се да њихове душе могу да путују између три сфере путем медитације (révülés). Талтоши су поред духовне имали и практичну улогу лечења људи. Талтош је био изабиран судбином, веровало се да су њихове благе абнормалности при рођењу (неонатални зуби, носилац плаценте, бела коса и додатни прсти) знак божанског порекла. Да би неко постао талтош између осталог морао је да научи/зна:
1. Пењање на шаманске „мердевине/шаманско дрво” које симболизује Дрво света,
2. Отапање духова: пијење крви жртвоване животиње.

Имали су способност да контактирају духове специфичним ритуалима и молитвом. Тако су тумачили снове, посредовали између људи и духова, лечили и уклањали проклетства и имали способност да пронађу и врате изгубљене душе. Усмеравали су жртвовање животиња и погађали разлог гнева предака.
Након смрти, људска душа напушта тело. Тело сахрањују рођаци на другој обали тока реке, гледајући према истоку.

## Натприродна бића

### Божанства
| Златни отац и Мајка зоре (бог и богиња) | „Златни отац” (Arany Atya) је био је супруг Мајке зоре и отац Хадура, краља Сунца и краља ветрова. све указује да је био еквиваленат данашњег значења за Бога. „Мајка зоре” (Hajnal Anyácska) је била је супруга Златног оца и мајка Хадура, краља Сунца и краља ветрова. Доста се поистовећује са Пресветм Богородицицом. |
| Благословена жена (богиња)              | Такође се зове „Божја мајка” (Istenanya). Такође се користи име које значи „Благословена жена” или „Благословена краљица” (Boldogasszony). Била је богиња материнства и помагала је женама на порођају. Након што су Мађари прихватили хришћанство уз помоћ Светог Ђерарда Чанадског, њена фигура се поистоветила са фигуром Богородице. У каснијим годинама име „Болдогасоњ“ и „Нађболдогасоњ“ (Велика Блажена Госпа) је првенствено коришћено као надимак за Девицу Марију. Такође се сматра краљицом („Regina”) Мађарске". |
| Хадур (бог)                             | Хадур (Hadúr) скраћено од Хадак Ура, што значи „Господар рата“ или „Господар војски“ и био је бог рата у религији раних Мађара. Био је трећи син Златног оца (Arany Atyácska) и Мајке зоре (Hajnal Anyácska), бог металургије. Носио је оклоп и оружје од чистог бакра, који је био његов свети метал, а причало се да је исковао Божји мач (Isten kardja) који је открио Атила хунски и са тим мачем обезбедио своју власт. Био је обичај да му Мађари пре битке жртвују беле пастуве.                                       |
| Месечев отац (бог)                      | „Месечев отац” (Hold Atya). |
| Иштен (бог)                             | „Иштен, Тенгри” (Isten, Tengri) је био бог неба и глава мађарског пантеона. |
| Мајка Сунца (богиња)                    | Што значи „Мајка сунца” (Nap Anya). |
| Краљ Сунца (бог)                        | „Краљ Сунца” (Napkirály), он је мађарски бог Сунца и најстарији је син Златног оца (Arany Atyácska) и Мајке зоре (Hajnal Anyácska), брат Хадура и Селкираља. Сваког дана је јахао свог сребрногривог коња од Истока до Запада, видећи све што се догађа испод њега. |
| Ердег (бог подземља)                    | „Ђаво” (Ördög), био је бог смрти, болести и злих ствари, и владао је подземним светом. |
| Мајка ветрова (богиња)                  | „Мајка ветрова” (Szélanya), она је богиња ветра и женски пандан „Оца ветрова” (Szélatya). Она је мудра, старија жена која живи у пећини на врху огромне планине негде на крају света. Она јаше ветрове и ствара олује и вихоре. |
| Отац ветрова (бог)                      | „Отац ветрова” (Szélatya), такође називан „Краљ ветрова”, он је мађарски бог ветра и кише и мушки пандан Мејке ветра. Он је други син Златног оца и Мајка зоре, брат Хадура и Краља сунца. Његов оклоп и оружје су направљени од чистог сребра, његовог светог метала. |
| Мајка ватре (богиња)                    | „Мајка ватре” (Tűz Anya). Богиња ватре и женски пандан Туз Аће. |
| Отац ватре (бог)                        | „Отац ватре” (Tűz Atya), такође се зове Тиз Апа (Tűz Apa). Бог је ватре и мушки пандан Мајке ватре. |
| Мајка воде (богиња)                     | „Мајка воде” (Víz Anya). Богиња воде и женски пандан Оца воде. |
| Отац воде (бог)                         | „Отац воде” (Víz Atya), такође се зове Виз Апа (Víz Apa). Бог воде и мушки пандан Мајка воде. |

### Животиње, створења и духови
| Чудесни јелен (животиња) | Централна фигура у легендама о пореклу мађарског народа. Име се преводи као „Чудесни јелен” (Csodaszarvas). Према мађарској легенди, сачуваној у хроници из 13. века Gesta Hunnorum et Hungarorum од Шимона из Кезе, браћа Хунор и Магор су у лову угледала чудесног белог јелена (понекад се описује као златни). Прогонили су животињу, али је она увек била испред њих, одводећи их све више на запад у Леведију, где су се венчали са две принцезе и основали Хуне и Мађарски народ. Један од главних разлога за тврдње о верским и културним везама између Хуна и Мађара је ова легенда о јелену и браћи Хунор и Магор. |
| Баба (створење)          | Што значи старица (Bába), првобитно је била добра вила која је касније деградирала и постала зла. Иако је имала магијске способности, није била вештица („boszorkány“). Сматрало се да живи у фонтанама, а ако би мала деца пришла превише близу њене јазбине, намамљивала би их унутра. |
| Вештица (вештица)        | Што значи „вештица” (Boszorkány), непријатељска, злонамерна, натприродна старица. Имала је способност да се трансформише, лети и проклиње. А босоркањ је била зла и према животињама, такође је знала да млеко крава буде неприродног киселог укуса. За људе је доносила наглу болест. Оне су у већини случајева имали највећу моћ у ноћи, или у сумрак. |
| Бубуш (дух)              | Мало биће које живи у пећинама. Исто што и Мумуш →Mumus. |
| Фене (дух)               | Демон болести. Данас се још увек користи израз: „A fene egye meg!“, што буквално значи „Нека га поједе фене!“, а изговара се када се нешто не догоди како се жели. „Фене“ (Fene) се сматра и местом где харају демони, односно популарна мађарска клетва „menj a fenébe!!“ је еквивалентно српском „иди дођавола!”. Савремени мађарски језик такође је задржао "фене" у називима неких болести, нпр „Lépfene” (Антракс) |
| Гута (дух)               | Страшни мађарски демон који своје жртве пребија на смрт, често повезан са можданим ударом, срчаним ударима или изненадном парализом. |
| Лидерц (створење)        | Lidérc) је јединствено натприродно биће мађарског фолклора. Има три познате варијације, које често позајмљују особине једна од друге: чудесно пиле (csodacsirke) (традиционални облик), временски ђаво (földi ördög) и љубавник Сатане (ördögszerető). |
| Лепа дама (дух)          | „Лепа дама” (Szépasszony), она је демон са дугом косом и белом хаљином. Она се појављује и игра у олуји и граду и заводи младиће. |
| Турул (животиња)         | Велика птица која личи на сокола коју је Иштен послао да води стварање и судбину мађарског народа. Први краљеви после Светог Стефана I били су наследници Турула (Turul nemzetség) Први краљеви су били наследници "Турул" ("Турул нације"), као оличење небеске моћи. |
| Дивља девојка (створење) | „Дивља девојка” (Vadleány), она је неухватљиви шумски дух који заводи пастире, исцрпљује њихову снагу и чини да шума шушти. Обично је гола и њена дуга коса сеже до земље. Понекад се може намамити и ухватити једном чизмом (покушава да стави две ноге у једну чизму). |
| Гриф (животиња)          | Гриф (Griff) другим европским земљама познат и као грифон, али без посебних карактеристика. У мађарској митологији је сличан турул птици. У неким бајкама (попут Фехерлофиа (Fehérlófia), Син белог коња), то је окрутна, похлепна птица која једе људе, али је једини начин да се вратите из подземља у средњи свет. |
| Шаркањ (животиња)        | Шаркањ (Sárkány) се појављујући се у скоро свим народним причама, ово створење дише пламен и чува заробљене жене и благо, али за разлику од западног фолклора, оно је увек у облику мушкарца, рукује оружјем (често вишеструким), може да јаше коња и има седам глава, понекад три, 12 или 21 (односи се на бројеве у астрологији). Змајеви су обично симболизовали људско понашање или карактер, односно када се јунак борио са њим, борио се да превазиђе сопствено лоше понашање, навику или особину. |

### Хероји и људске бића
| Хунор и Магор (људи)  | Легендарни близанци патријарси Хуна и Мађара. За њих се говорило да су синови библијског Менрота, или Јафета према мало другачијој верзији легенде. |
| Алмош (човек)         | Син Емеше и Иђека (или птице турул). Био је полулегендарна фигура рођена око 819. године и предак куће Арпад. Алмош је владао Мађарима у Леведији и Етелкезу. Његово име значи „сањано” јер је његово рођење било проречено у сну његове мајке (погледати легенду о његовом рођењу на Емеше.)                                                                           |
| Емеше (жена)          | Супруга Иђека, мајка Алмоша (што значи "онај из/са сном"). Оплодила ју је птица турул, која јој се јавила у сну и рекла јој: „Из твоје утробе ће извирити река, која ће тећи и ширити се у нову земљу“. „Талтош“ (шаман) је сан објаснио тиме да то значи да ће родити сина, који ће бити предак велике владарске породице у туђини.                                    |
| Дула (човек)          | Дулино име се појављује у Легенди о чудесном јелену. За њега се каже да је принц од Алана. У ствари, вероватно је био један од поглавица волшких Бугара. |
| Гарабонциаш (човек)   | Мушка фигура која је научила магију, за разлику од →талтоша, који су ту способност имали по рођењу. Он је у стању да створи олује. Сматрало се да неки бивши њихови ученици/наследници поседују ове способности још и у 19. веку. |
| Генцел (човек)        | Генцел (Göncöl) је легендарни талтош (шаман) за кога се веровало да има лек који може да излечи било коју болест. Он, или његове кочије (познат као Nagy Göncöl) представљен је звездама Великих кола. |
| Матија Корвин (човек) | Био је краљ Мађарске, Чешке и Хрватске између 1458. и 1490. године. Једном је чак освојио и Bécsvára (Беч, дословно замак/тврђава Беча). У народним причама, он прерушен путује међу мађарске пучане да види како се племићи понашају према простодушнима. Ако су племићи тирани, он се открива и кажњава их. Имао је надимак „Матија Праведни“ (Mátyás, az igazságos). |